# Hard Rock Hallelujah
Hard Rock Hallelujah è un brano musicale del gruppo finlandese Lordi, vincitore dell'Eurovision Song Contest 2006 con 292 punti. Sempre nel 2006 è stato estratto come singolo dall'album The Arockalypse.

## Il brano
Il brano, cantato in inglese, ha permesso alla Finlandia non solo di vincere per la prima volta il festival canoro, ma anche di ottenere il suo primo piazzamento nella top 5.
Sono stati girati due video della canzone, uno ambientato in una scuola superiore, l'altro (creato per l'apertura della finale dell'Eurofestival del 2007) al Circolo polare artico.
Il 26 maggio 2006 ad Helsinki più di 80.000 persone hanno battuto il Guinness dei primati di karaoke cantando Hard Rock Hallelujah.

## Formazione
- Mr. Lordi - voce
- Amen - chitarra elettrica
- OX - basso elettrico
- Awa - tastiere
- Kita - batteria

## Tracce
Edizione finlandese
1. Hard Rock Hallelujah (Eurofestival version)
2. Hard Rock Hallelujah (Album version)
3. Mr. Killjoy

GSA edition
1. Hard Rock Hallelujah (Eurofestival version)
2. Supermonstars (Anthem of the Phantoms)

GSA Special limited DualDisc edition
1. Hard Rock Hallelujah (Eurofestival version)
2. Hard Rock Hallelujah (Album version)
3. Mr. Killjoy
4. Hard Rock Hallelujah (video)
5. Blood Red Sandman (video)
6. Devil Is A Loser (video)

## Posizioni in classifica
| Classifica        | Peak position |
| ----------------- | ------------- |
| Austria           | 2             |
| Belgio (Fiandre)  | 2             |
| Belgio (Vallonia) | 21            |
| Danimarca         | 3             |
| Europa            | 8             |
| Finlandia         | 1             |
| Germania          | 5             |
| Grecia            | 6             |
| Irlanda           | 4             |
| Norvegia          | 9             |
| Paesi Bassi       | 27            |
| Regno Unito       | 25            |
| Svezia            | 8             |
| Svizzera          | 5             |